# 对先·巧开西
对先·巧开西，中华人民共和国政治人物、全国脱贫攻坚先进个人。

## 生平
对先·巧开西任阿合奇县猎鹰之乡养殖农民专业合作社负责人。因在脱贫攻坚战中作出突出贡献，2021年2月25日全国脱贫攻坚总结表彰大会上，对先·巧开西被授予“全国脱贫攻坚先进个人”。